# Torre talaia de Mingoandrés
La Torre talaia de Mingoandrés és una torre de guaita d'època nassarita, situada prop de la localitat de Puerto Lope, al municipi de Moclín, a la província de Granada, comunitat autònoma d'Andalusia (Espanya).

## Descripció
S'accedeix a través d'una pista, des de la carretera a Alcalá la Real. Té planta circular, amb obra de maçoneria en filades de mitjana grandària, amb argamassa rica en calç, i amb ripis i verdugades poc definits. Hi ha algunes restes d'arrebossat. L'estat de conservació és molt deficient, amb soscavament de la base.
És una torre massissa, com solia ser usual a les torres de guaita de l'època, que només solien disposar d'una habitació en el seu terç superior, que en aquest cas no és perceptible, igual que la porta d'accés.
Formava part del sistema defensiu del poderós Castell de Moclín.